# Великая малайская Нусантара
Великая малайская Нусантара (Нумера) (малайск.  Nusantara Melayu Raya – Numera ) — литературное объединение в Малайзии. Создано в 2011 году по инициативе известного малайзийского поэта, лауреата Литературной премии Юго-Восточной Азии, носителя звания Национального писателя Малайзии Ахмада Камала Абдуллаха (Кемалы). Цель организации — продвижение малайского языка и малайской литературы в мире, развитие контактов и сотрудничества между литераторами стран Нусантары (Бруней, Индонезия, Малайзия, Сингапур, юг Таиланда).
Нумера мощно заявила о себе проведением ряда международных мероприятий и быстро получила признание в стране и за рубежом.
В марте 2012 года Нумера совместно с муниципалитетом индонезийского города Паданг (остров Суматра) организовала семинар «История и культура Юго-Восточной Азии», в котором приняли участие более 200 человек, главным образом из Индонезии и Малайзии, и было заслушано 53 доклада по различным аспектам истории и культуры стран малайского мира.
В сентябре 2012 года ею были проведены в Куала-Лумпуре Международные поэтические чтения и семинар «Поэты мира, цивилизация и кризис XXI века» с участием свыше 50 поэтов, литераторов, переводчиков, учёных из 7 стран (Бангладеш, Бруней, Индонезия, Малайзия, Россия, Таиланд, Сингапур), в том числе выдающегося поэта и переводчика Бангладеш Аминура Рахмана, индонезийского поэта-ветерана из Аче Лесик Кати Ара, Национального писателя Малайзии Кемалы, лауреатов Литературной премии Юго-Восточной Азии брунейского поэта Зефри Арифа и малайзийских поэтов Сити Зайнон Исмаил и Абдула Гафара Ибрагима (АГИ), генерального директора Совета по языку и литературе Малайзии Аванга Сарияна и др.

## Премии Нумеры
С 2013 года Нумера присуждает также международные премии за развитие малайского языка и литературы с присвоением звания «Литератор года Нумера». Первыми лауреатами премии, вручение которой состоялось 20 ноября 2013 г., стали индонезийский поэт Абдул Хади Виджи Мутхари, малайзийский учёный Шариф Абу Бакар и российский востоковед Виктор Погадаев.
В 2016 году премии удостоены поэты Аминур Рахман (Бангладеш), Мухаммад Хаджи Саллех (Малайзия) и Састри Бакри (Индонезия). На международных чтениях этого года в Куала-Лумпуре присутствовала большая группа бангладешских поэтов, включая таких известных, как Мохаммад Нурул Худа.
В 2017 году премиями награждены Худан Хидаят и Путу Икхирма из Индонезии, а также Ирван Абу Бакар и Норазима Абу Бакар из Малайзии.

## Руководство 2017—2018 гг.
Президент Кемала; вице-президент Арбак Осман; генеральный секретарь Умар Заир; заместитель генерального секретаря Лин Хаслиназ; казначей Физила Хусин; члены Высшего совета Малим Гозали ПК, А. Халим Али, Раджа Раджесвари Ситха Раман, Росли Исмаил, Ширли Идрис, Алиа Каблам, Газали Дин, Мазлан Нур Алонг, Норазима Абу Бакар.